# Павел Бања
Павел Бања (буг. Павел баня) град је у Републици Бугарској, у средишњем делу земље, седиште истоимене општине Павел Бања у оквиру Старозагорске области.

## Географија
Положај: Павел Бања се налази у средишњем делу Бугарске. Од престонице Софије град је удаљен 220 km источно, а од обласног средишта, Старе Загоре град је удаљен 50 km северозападно.
Рељеф: Област Павел Бање представља најсевернији део историјске покрајине Тракија. Град се сместио у пространој котлини, коју на северу ограничава главно било планинског ланца Балкана, а јужно мања планина, Средња Гора. Град се сместио у равничарском подручју, на приближно 410 m надморске висине.
Клима: Клима у Павел Бањи је измењено континентална клима.
Воде: Кроз Павел Бању протиче река Тунџа.

## Историја
Област Павел Бање је првобитно било насељено Трачанима, а после њих овом облашћу владају стари Рим и Византија. Јужни Словени ово подручје насељавају у 7. веку. Од 9. века до 1373. године област је била у саставу средњовековне Бугарске.
Крајем 14. века област Павел Бање је пала под власт Османлија, који владају облашћу 5 векова.
Године 1885. град је постао део савремене бугарске државе. Насеље постоје убрзо средиште окупљања за села у околини, са више јавних установа и трговиштем.

## Становништво
| 1985. | 1992. | 2001. |
| ----- | ----- | ----- |
| 3,318 | 3,202 | 3,077 |

По проценама из 2010. године Павел Бања је имала око 3.000 становника. Огромна већина градског становништва су етнички Бугари. Остатак су махом Роми. Последњих 20ак година град губи становништво због удаљености од главних токова развоја у земљи.
Претежан вероисповест месног становништва је православље.

## Партнерски градови
- Лиски